# Firefly Studios
Firefly Studios — компания-разработчик компьютерных игр, расположенная в Великобритании. Компания была основана в августе 1999 года Саймоном Брэдбери, Эриком Уэллеттом и Девидом Лестером. Знаменита разработкой исторических стратегий в реальном времени для платформ PC и Macintosh, наибольшую известность получила благодаря серии игр Stronghold.
В 2021 году студия была приобретена американской компанией Devolver Digital.

## Игры

### Серия Stronghold
- Stronghold (2001)
  - Stronghold HD (2012)
  - Stronghold: Definitive Edition (2023)
- Stronghold Crusader (2002)
  - Stronghold Crusader Extreme (2008)
  - Stronghold Crusader HD (2012)
- Stronghold 2 (2005)
- Stronghold Legends (2006)
- Stronghold Kingdoms (2010)
- Stronghold 3 (2011)
- Stronghold Crusader 2 (2014)
- Stronghold: Warlords (2021)
- Stronghold Castles (2024)[5]

### Другие игры
- Space Colony (2003)
  - Space Colony HD (2012)
- CivCity: Rome (2006)
- Romans: Age of Caesar (2022)[6]

### Отменённые проекты
- Dungeon Hero (2009)